# Милю Гаделев
Милю Ангелов Гаделев (Гъделев) е български партизанин, политически офицер, генерал-майор.

## Биография
Роден е на 25 май 1908 г. в Първомай. Завършва Педагогическото училище в Казанлък. От 1930 г. е член на БКМС. Секретар е на районния комитет на Комсомола. От 1933 г. е член на БКП. Между 1931 и 1932 г. е учител в селата Тракиец и Православен. Уволнен е през 1933 г. за комунистическа дейност. До 19 май 1934 г. е общински съветник в Първомай. Тогава е арестуван и осъден на 12,5 години затвор. Освободен е през 1940 г. Тогава става член на РК на БКП в Първомай. През 1941 г. става партизанин и политкомисар на дружина „Райчо Кирков“, част от втора родопска бригада „Васил Коларов“.
Участва в установяването на комунистическата власт в Пловдив. В деня след Деветосептемврийския преврат от 1944 година влиза с дружината си в село Новаково и „осъжда“ на смърт кмета и група селяни, но саморазправата е предотвратена от случайно пристигнал партиен функционер, като са убити само един или двама души.
От 1944 до 1947 г. е първи секретар на Околийския комитет на БКП в Първомай.Влиза в българската армия през 1947 г. като инструктор. Между ноември 1947 и януари 1948 г. е курсант. От януари 1948 до януари 1949 г. е началник на организационно отделение. След това е секретар на партийния комитет на Министерството на народната отбрана (януари 1949-юни 1950), както и началник на политическия отдел на обединение. Бил е началник на Организационния отдел на Главното политическо управление на българската армия. От май до декември 1951 г. е началник на политическия отдел на втора българска армия. В периода декември 1951 – септември 1954 г. учи във Висшата партийна школа. От септември 1954 до декември 1955 г. е временен началник на организационно-инструкторското отделение на Висшата партийна школа. Между 1955 и 1962 г. е секретар на партийната организация в Главното политическо управление на българската армия. От 1950 г. е полковник, а от 19 септември 1959 г. е генерал-майор. След като се уволнява от армията става член на бюрото на Контролно-ревизионна комисия на Градския комитет на БКП в София. С указ № 922 от 11 май 1978 г. е обявен за герой на социалистическия труд на България. Носител е още на ордени „Народна република България“ – I ст. (два пъти), „Народна свобода 1941 – 1944 г.“ – III ст. (два пъти), „9 септември 1944 г.“ – ст. с мечове, „Георги Димитров“ (1983), съветски орден „Червено знаме“ и други. Умира през 1990 г.